# Ascensión recta

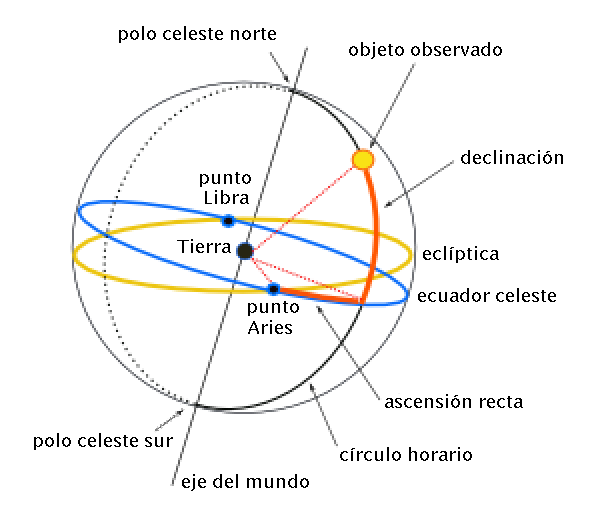
Coordenadas ecuatoriales.

En astronomía, la ascensión recta es una de las coordenadas astronómicas que se utilizan para localizar los astros sobre la esfera celeste, equivalente a la longitud terrestre (coordenada geográfica).
La ascensión recta se mide a partir del punto Aries en horas (una hora igual a 15 grados), minutos y segundos hacia el Este a lo largo del ecuador celeste. A la circunferencia completa (360°) le corresponden 24 horas. El punto Aries (o punto Vernal) está en la posición del Sol en el equinoccio de primavera o Equinoccio vernal. El símbolo para la ascensión recta es α.
La ascensión recta (AR) se mide en horas (h) y toma valores desde 0h hasta 24h subdividiéndose cada hora en 60 minutos (m) y éstos a su vez en 60 segundos (s). Por ejemplo, la ascensión recta de la estrella Sirio, la más brillante del cielo, es α = 06h 45m 09s
Un término antiguo, ascensión recta (en latín: ascensio recta) se refiere a la ascensión, o el punto del ecuador celeste que se eleva con cualquier objeto celeste visto desde el ecuador de la Tierra, donde el ecuador celeste intersecciona el horizonte en un ángulo recto. Contrasta con la ascensión oblicua, el punto del ecuador celeste que se eleva con cualquier objeto celeste visto desde la mayoría de latitudes de la Tierra, donde el ecuador celeste interseca el horizonte en un ángulo oblicuo.
La ascensión recta, medida hacia el Este, es complementaria del ángulo sidereo (medido hacia el Oeste) que se utiliza para el posicionamiento en la navegación marítima mediante la identificación de los astros. Ascensión recta y ángulo sidéreo son por tanto conceptualmente similares.

## Explicación

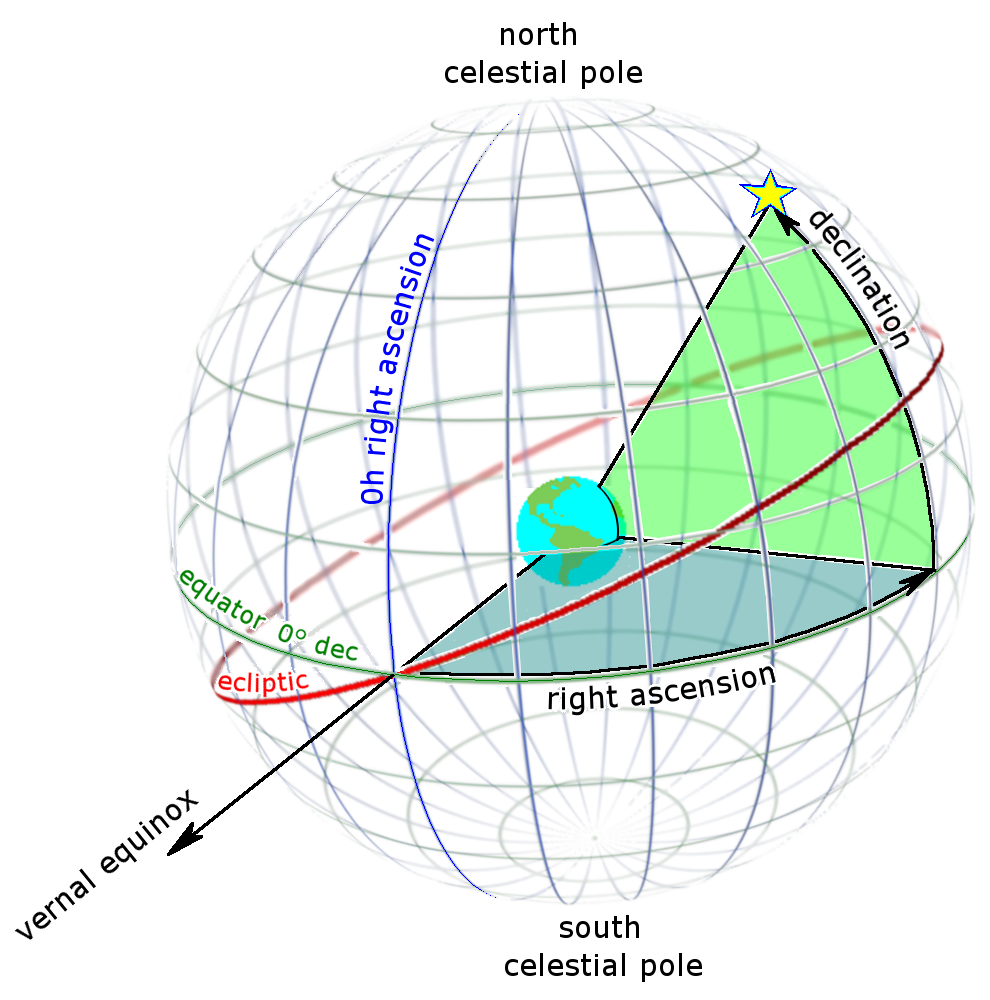
Ascensión recta (azul) y declinación (verde) vistos desde fuera de la esfera celeste

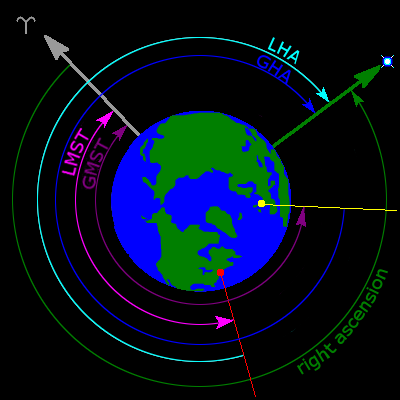
Aquí se representan varios ángulos horarios. El símbolo ♈︎ marca la dirección del Equinoccio de marzo. Suponiendo que el día del año es el equinoccio de marzo: el Sol se encuentra hacia la flecha gris, la estrella marcada con una flecha verde parecerá salir por algún lugar del este hacia medianoche (la Tierra dibujada desde "arriba" gira en sentido contrario a las agujas del reloj). Después de que el observador alcance la flecha verde, el amanecer sobrepotenciará (véase la dispersión Rayleigh del cielo azul) la luz de la estrella durante unas seis horas, antes de que se ponga en el horizonte occidental. La ascensión recta de la estrella es de unas 18^{h}. 18^{h} significa que es una estrella de las primeras horas de marzo y en cielo azul por la mañana. Si 12^{h} RA, la estrella sería una estrella de toda la noche de marzo como opuesta al equinoccio de marzo. Si 6^{h} RA, la estrella sería una estrella de las últimas horas de marzo, en su punto más alto (meridiano) al anochecer

La ascensión recta es el equivalente celeste de la longitud terrestre. Tanto la ascensión recta como la longitud miden un ángulo desde una dirección primaria (un punto cero) en un ecuador. La ascensión recta se mide desde el Sol en el Equinoccio de marzo, es decir, el Primer punto de Aries, que es el lugar de la esfera celeste donde el Sol cruza el ecuador celeste de sur a norte en el equinoccio de marzo y se encuentra actualmente en la constelación de Piscis. La ascensión recta se mide continuamente en un círculo completo desde esa alineación de la Tierra y el Sol en el espacio, ese equinoccio, aumentando la medición hacia el este.
Vistos desde la Tierra (excepto en los polos), los objetos que tienen 12h de ascensión recta (RA) son visibles durante más tiempo (aparecen durante toda la noche) en el equinoccio de marzo; los que tienen 0h de ascensión recta (RA) (aparte del Sol) lo hacen en el equinoccio de septiembre. En esas fechas, a medianoche, dichos objetos alcanzarán ("culminarán" en) su punto más alto (su meridiano). La altura depende de su declinación; si la declinación es de 0° (es decir, en el ecuador celeste), en el ecuador terrestre están directamente sobre la Tierra (en el cenit).
Se podría haber elegido cualquier unidad de medida angular para la ascensión recta, pero habitualmente se mide en horas (h), minutos (m) y segundos (s), siendo 24h equivalentes a un círculo completo. Los astrónomos han elegido esta unidad para medir la ascensión recta porque miden la ubicación de una estrella cronometrando su paso por el punto más alto del cielo a medida que la Gira la Tierra. La línea que pasa por el punto más alto del cielo, llamada meridiano, es la proyección de una línea de longitud sobre la esfera celeste. Dado que un círculo completo contiene 24h de ascensión recta o 360° (grados de arco), 124 de un círculo se mide como 1h de ascensión recta, o 15°; 11440 de un círculo se mide como 1m de ascensión recta, o 15 minutos de arco (también escrito como 15′); y 186400 de un círculo contiene 1s de ascensión recta, o 15 segundos de arco (también escrito como 15″). Un círculo completo, medido en unidades de ascensión recta, contiene 24 × 60 × 60 = 86400s, o 24 × 60 = 1440 fmt=gapsm, o 24h.
Dado que las ascensiones rectas se miden en horas (de rotación de la Tierra), pueden utilizarse
para cronometrar las posiciones de los objetos en el cielo. Por ejemplo, si una estrella con AR = 1h 30m 00s está en su meridiano, entonces una estrella con AR = 20h 00m 00s estará en el/en su meridiano (en su punto aparentemente más alto) 18.5 horas sidéreas más tarde.
El ángulo horario sidéreo, utilizado en navegación celeste, es similar a la ascensión recta pero aumenta hacia el oeste en lugar de hacia el este. Suele medirse en grados (°) y es el complemento de la ascensión recta con respecto a 24h. Es importante no confundir el ángulo horario sidéreo con el concepto astronómico de ángulo horario, que mide la distancia angular de un objeto hacia el oeste desde el meridiano local.

## Historia

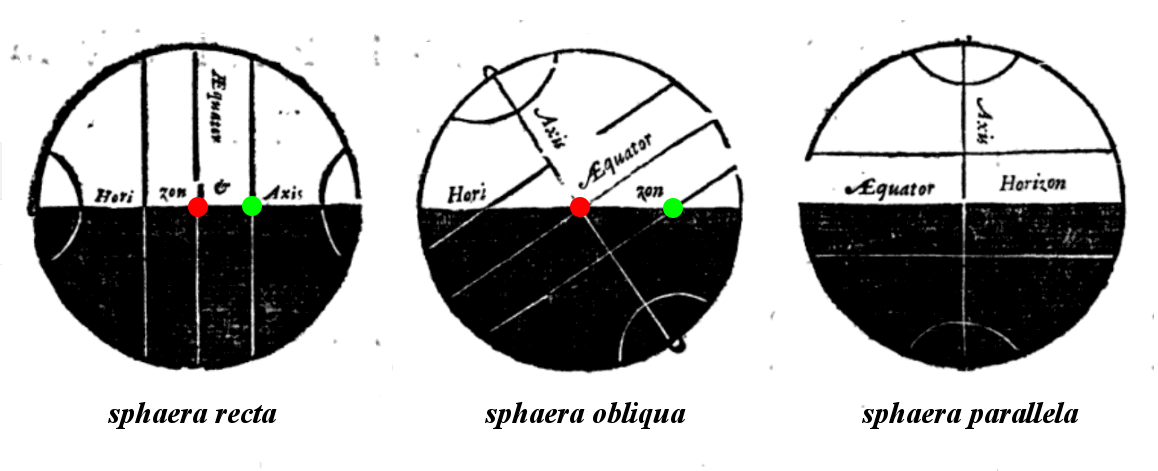
Cómo la ascensión recta obtuvo su nombre. En la antigüedad la astronomía estaba muy ocupada con el ascenso y descenso de los objetos celestiales. La ascensión era el punto del ecuador celeste (rojo) que se elevaba o descendía a la misma vez que un objeto (verde) en la esfera celeste. Visto desde el ecuador, ambos se encontraban sobre un círculo horario que iba de un polo al otro (izq, sphaera recta o esfera recta). Desde cualquier otro sitio, no lo estaban (centro, sphaera obliqua u esfera oblicua). En los polos, los objetos no ascendían ni descendían (der, sphaera parallela o esfera paralela). La ascensión recta de un objeto era su ascensión en una esfera recta.

El concepto de ascensión recta se conoce al menos desde Hiparco, quien midió estrellas en coordenadas ecuatoriales en el siglo II a. C.. Pero Hiparco y sus sucesores hicieron sus catálogos de estrellas en coordenadas eclípticas, y el uso de la AR se limitó a casos especiales.
Con la invención del telescopio, los astrónomos pudieron observar los objetos celestes con mayor detalle, siempre que el telescopio pudiera mantenerse apuntado al objeto durante un período de tiempo. La forma más sencilla de hacerlo es utilizar una montura ecuatorial, que permite alinear el telescopio con uno de sus dos pivotes paralelos al eje de la Tierra. Un reloj motorizado se usa a menudo con una montura ecuatorial para cancelar la rotación de la Tierra. A medida que la montura ecuatorial se adoptó ampliamente para la observación, el sistema de coordenadas ecuatoriales, que incluye la ascensión recta, fue adoptado al mismo tiempo por simplicidad. Las monturas ecuatoriales podrían apuntar con precisión a objetos con ascensión y declinación rectas conocidas mediante el uso de estableciendo círculos. El primer catálogo de estrellas en usar ascensión recta y declinación fue  Historia Coelestis Britannica (1712, 1725) de John Flamsteed.

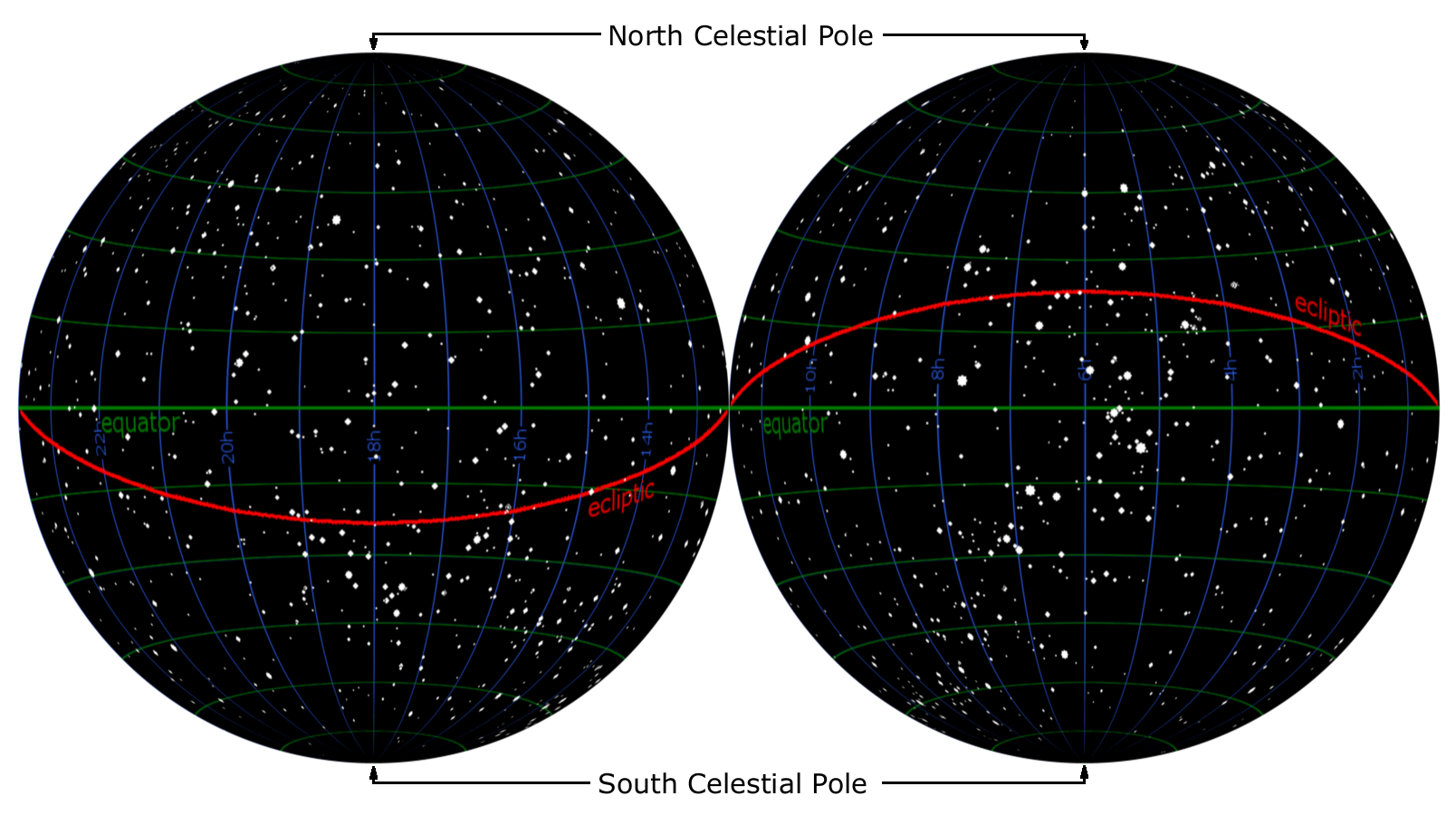
El cielo entero, dividido en dos mitades. La Ascensión recta' (azul) comienza en el Equinoccio de marzo (a la derecha, en la intersección de la eclíptica (rojo) y el ecuador (verde)) y aumenta hacia el este (hacia la izquierda). Las líneas de ascensión recta (azules) de polo a polo dividen el cielo en 24 horas, cada una equivalente a 15°.

## Símbolos y abreviaturas
| Unidad  | Valor                                   | Símbolo | Sistema Sexagesimal | En radians      |
| ------- | --------------------------------------- | ------- | ------------------- | --------------- |
| Hora    | 124 círculo                             | h       | 15°                 | π12 radianes    |
| Minuto  | 160 hora, 11440 círculo                 | m       | 14°, 15′            | π720 radianes   |
| Segundo | 160 minuto, 13600 hora, 1186400 círculo | s       | 1240°, 14′, 15″     | π43200 radianes |

## Ascensión recta del Sol
La declinación y la ascensión recta del Sol cambian a lo largo del año debido a la rotación de la Tierra alrededor del Sol. En el momento del Equinoccio El Sol se encuentra en el equinoccio de primavera, y su declinación y ascensión recta son cero. Con el tiempo, la ascensión directa del Sol aumenta: en el solsticio de verano alcanza las 6h, en el equinoccio de verano - 12h, y en el solsticio de invierno - 18h. Sigue subiendo hasta el equinoccio de primavera, momento en el que alcanza las 24h y se pone a cero.
Por término medio, la salida directa del Sol aumenta 3m56s al día. Esto hace que el Día solar medio, de 24 horas de duración, sea 3 minutos 56 segundos más largo que el Día estelar. Sin embargo, la irregularidad del movimiento orbital de la Tierra y la inclinación de su ecuador respecto al plano de la eclíptica hacen que la salida directa del Sol varíe de forma desigual y que la duración de un día solar verdadero pueda variar en ±25 segundos. Por lo tanto, durante el año se acumula la diferencia entre promedio y tiempo solar verdadero, que se denomina ecuación del tiempo y oscila entre -16 y 14 minutos.

## Matemáticas de la ascensión recta
Una de las dos coordenadas (con la declinación) que determinan la posición de un objeto en la esfera celeste es la ascensión recta.
{\displaystyle \sin \alpha \cos \delta =-\sin \beta \sin \epsilon +\cos \beta \cos \epsilon \sin \lambda \,}
donde {\displaystyle \lambda \,}es la longitud celeste, {\displaystyle \beta \,}es la latitud celeste, {\displaystyle \epsilon \,}es la oblicuidad de la eclíptica y vale {\displaystyle \epsilon \,}=23º26', {\displaystyle \alpha \,}es la ascensión recta y {\displaystyle \delta \,}es la declinación

## Efectos de la precesión
El eje de la Tierra traza un pequeño círculo (en relación con su ecuador celeste) lentamente hacia el oeste alrededor de los polos celestes, completando un ciclo en unos 26.000 años. Este movimiento, conocido como precesión, hace que las coordenadas de los objetos celestes estacionarios cambien continuamente, aunque con bastante lentitud. Por lo tanto, las coordenadas ecuatoriales (incluida la ascensión recta) son inherentemente relativas al año de su observación, y los astrónomos las especifican con referencia a un año en particular, conocido como epoc. Las coordenadas de diferentes épocas deben girarse matemáticamente para que coincidan entre sí, o para que coincidan con una época estándar. La ascensión recta para las "estrellas fijas" en el ecuador aumenta unos 3,1 segundos por año o 5,1 minutos por siglo, pero para las estrellas fijas alejadas del ecuador la tasa de cambio puede ser cualquier cosa desde el infinito negativo hasta el infinito positivo. (A lo largo de un ciclo de precesión de 26.000 años, las "estrellas fijas" alejadas de los polos de la eclíptica aumentan su ascensión recta en 24 horas, es decir, unos 5,6' por siglo, mientras que las estrellas situadas a 23,5° de un polo de la eclíptica experimentan un cambio neto de 0h. La ascensión recta de Polaris aumenta rápidamente en el año 2000 era de 2,5h, pero cuando se acerque más al polo norte celeste en 2100 su ascensión recta será de 6h. El Polo Norte de la Eclíptica en Draco y el Polo Sur de la Eclíptica en Dorado están siempre en ascensión recta 18h y 6h respectivamente.
La época estándar utilizada actualmente es J2000.0, que es el 1 de enero de 2000 a las 12:00 TT. El prefijo "J" indica que se trata de una época juliana. Antes de J2000.0, los astrónomos utilizaban las sucesivas Épocas besselianas. B1875.0, B1900.0 y B1950.0.